# Georgetown (Guyana)

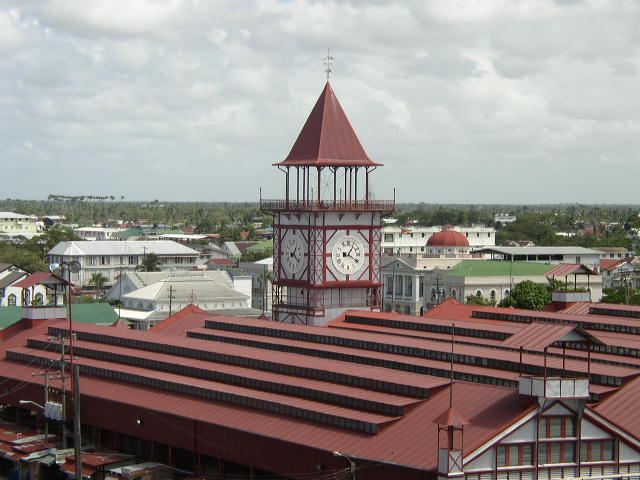
Mercat de Stabroek

Georgetown, amb una població estimada de 235,000 (2005), és la capital i la ciutat principal de Guyana. Està situada a la costa de l'oceà Atlàntic, a la desembocadura del riu Demerara. Georgetown originàriament s'anomenava Stabroek quan els holandesos controlaven la regió. Va passar a dir-se Georgetown el 1812, després que els britànics ocupessin la colònia durant les guerres napoleòniques.
A través del port de Georgetown s'exporta sucre, fusta, bauxita, or i diamants.
Georgetown és la seu de la Universitat de Guyana. La catedral de St. George's és un bell exemple d'arquitectura victoriana en fusta.
La ciutat està planificada en forma de retícula, amb nombrosos canals que permeten el drenatge, ja que es troba sota el nivell de la marea alta. Les inundacions hi són freqüents.

## Història

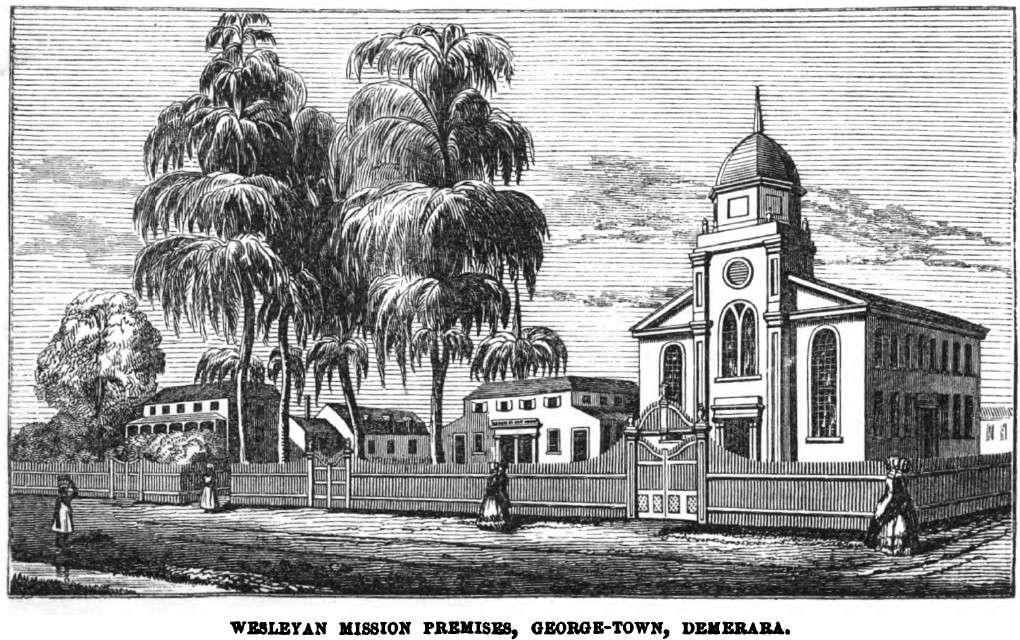
Locals de la missió Wesleyana, George-Town, Demerara (1850)

La ciutat de Georgetown va començar com una petita ciutat al segle xviii. Originalment, la capital de la colònia Demerara-Essequibo es trobava a l'illa Borsselen al riu Demerara sota l'administració dels holandesos. Quan la colònia va ser capturada pels britànics el 1781, el tinent coronel Robert Kingston va escollir la desembocadura del riu Demerara per a l'establiment d'una ciutat situada entre Plantations Werk-en-rust i Vlissengen.

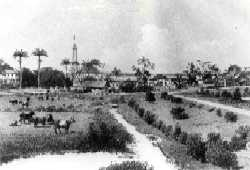
Una vista de la secció de Kingston de Georgetown al.

Van ser els francesos els que la van convertir en capital quan la van colonitzar el 1782. Els francesos van anomenar la capital Longchamps. Quan la ciutat va ser restaurada als holandesos el 1784, va ser rebatejada Stabroek en honor a Nicolaas Geelvinck, senyor de Stabroek i president de la Companyia Holandesa de les Índies Occidentals. Finalment, la ciutat es va expandir i va cobrir les finques de Vlissengen, La Bourgade i Eve Leary al nord, i Werk-en-rust i La Repentir al sud.
Va ser rebatejat com a Georgetown el 29 d'abril de 1812 en honor al rei Jordi III. El 5 de maig de 1812 es va aprovar una ordenança segons la qual la ciutat antigament anomenada Stabroek, amb districtes que s'estenen des de La Penitence fins als ponts de Kingston i entraven per la carretera dels camps militars, s'anomenarà Georgetown.
L'ordenança preveia que els diferents districtes de Georgetown es coneixessin pels seus propis noms. La supervisió de Georgetown l'havia de fer un comitè escollit pel governador i el Tribunal de Política. S'havien d'elaborar pressupostos de despeses.
El 1806, el propietari de Vlissingen va demanar ser exempt de la responsabilitat de mantenir la carretera que ara s'anomena Camp Street, però el Tribunal va rebutjar la sol·licitud. El 1810, el manteniment de les carreteres de la zona anomenada Georgetown va costar 11.000 florins anuals.
L'òrgan de govern de Georgetown va ser una vegada una Junta de Policia. La Junta de Policia va ser escollida pel governador i el Tribunal de Política. Va néixer com a resultat de disputes entre diverses organitzacions que controlaven els districtes. La junta es reunia mensualment, però el que es va discutir no consta entre 1825 i 1837. Els diaris de la colònia tenien prohibit per llei informar d'assumptes públics.
El càrrec de comissari de policia no es considerava important. Les persones elegides per a la junta invariablement es van negar a assistir a les reunions i mai van donar motius per a la seva negativa. Per tant, es va decidir que els individus elegits per a la junta estaven obligats a servir durant dos anys o patir una pena de 1.000 florins. La Junta de Policia es va suprimir quan es va aprovar una ordenança per establir un alcalde i un ajuntament.
Georgetown va obtenir l'estatus oficial de ciutat el 24 d'agost de 1842 durant el regnat de la reina Victòria.
Els noms dels barris i carrers de Georgetown reflecteixen la influència dels holandesos, francesos i anglesos que van administrar la ciutat en diferents períodes de la història.
Cummingsburg va ser anomenada originalment Plantation La Bourgade pel seu primer propietari, Jacques Salignac. Va ser organitzat en carrers i solars pel seu segon propietari, Thomas Cuming, un escocès, de qui rep el seu nom actual. Com a obsequi, va fer una presentació del recinte de la Milícia i dels jardins del Passeig Marítim al municipi. Carmichael Street va rebre el nom del general Hugh Lyle Carmichael, que va exercir com a governador de 1812 a 1813. Va morir el març de 1813 i va ser enterrat al cementiri d'oficials, Eve Leary.
El carrer de l'Aigua es deia així perquè passava per la vora del riu i formava la presa del riu original. High Street va formar la carretera principal des de la riba est fins a la costa est de Demerara. La part de High Street que passava per Cummingsburg es deia Main Street. El carrer del Camp va rebre el seu nom perquè era la carretera que conduïa al campament o guarnició de l'extrem nord de la ciutat. Kingston va rebre el seu nom del rei Jordi de Gran Bretanya. Formava part de Pln. Eve Leary que va rebre el nom de l'esposa o filla del seu propietari, Cornelis Leary. Alguns dels carrers de Kingston tenen noms militars perquè la guarnició solia estar allà.
Lacytown era una altra part de lloguer de Plantation Vlissengen. Luke M. Hill* afirma que va rebre el nom de l'arrendatari, George Lacy, que estava relacionat amb la família del general Sir De Lacy Evans (sic. - General Sir George de Lacy Evans GCB), un heroi de guerra de Crimea. El propietari de Vlissengen era Joseph Bourda, membre del Tribunal de Política. Després que el seu fill i hereu van desaparèixer al mar, el govern va reclamar la propietat sota l'autoritat de l'Ordenança de Vlissengen de 1876. Es va dissenyar un nou districte de Bourda i Lacytown va ser millorada per la Junta de Comissaris de Vlissengen.
El carrer Bourda i el barri de Bourda van rebre el nom de Joseph Bourda, membre del Tribunal de Política i antic propietari de Pln. Vlissengen. Va ser dissenyat pel comissari de Vlissengen el 1879. El cementiri de Bourda conté les restes de molts ciutadans de Georgetown. Només l'utilitzaven aquelles persones que tenien panteons familiars o els drets d'enterrament al terreny tancat.
L'any 1945 es va produir un gran incendi a la ciutat, que va causar danys generalitzats.

## Geografia

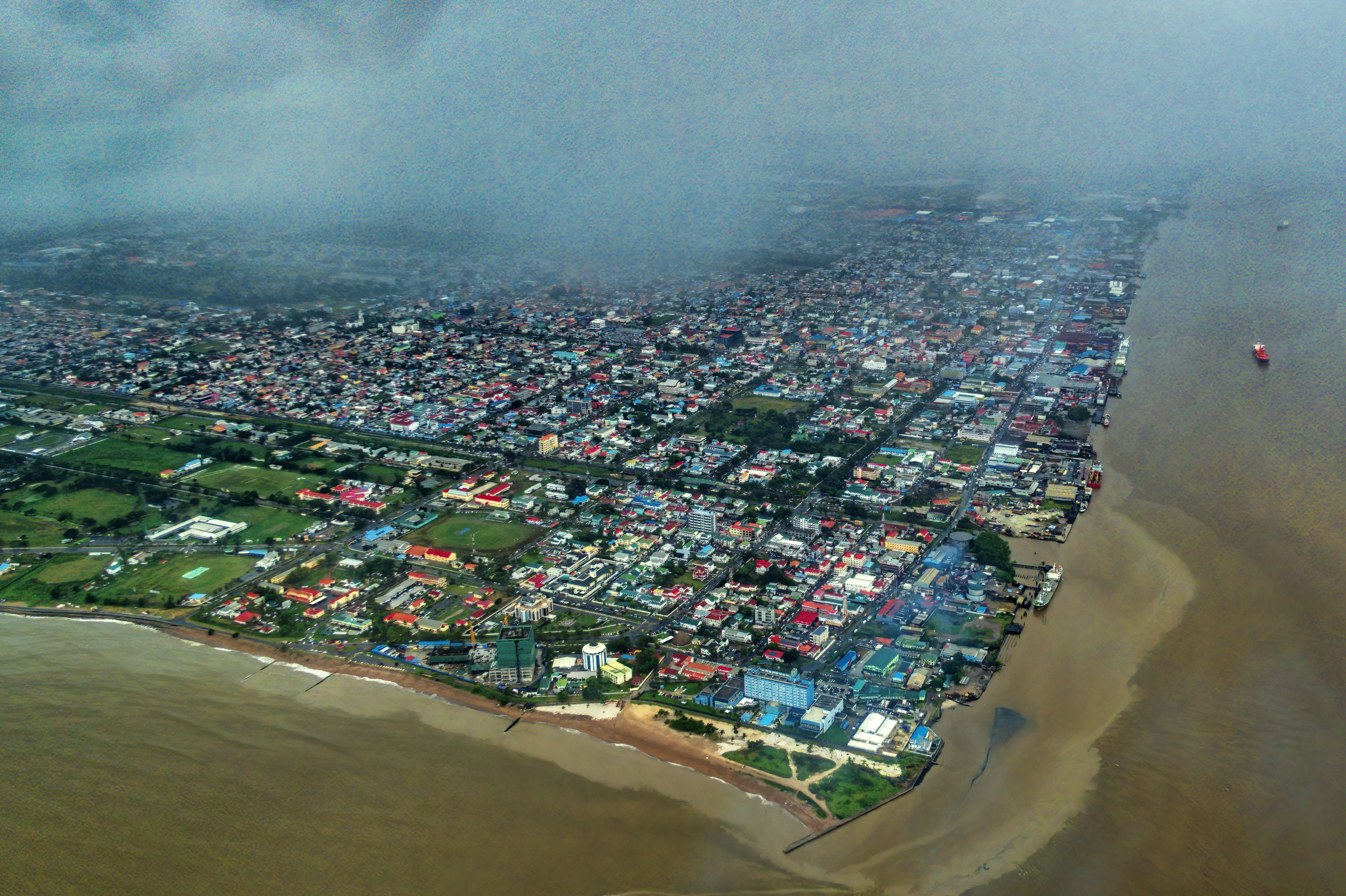
Vista de Georgetown des de l'oceà Atlàntic

Georgetown es troba a la costa atlàntica de Guyana, a la riba est de l'estuari del riu Demerara. El terreny d'aquesta part del país on es troba la ciutat són planures costaneres planes. La ciutat està envoltada per camps de canya juntament amb zones pantanoses, i terres de sabana a l'est i al sud. L'elevació del terreny és un metre per sota del nivell de la marea alta. Aquesta cota baixa està protegida per un mur de contenció i una innovadora xarxa de canals amb kokers per drenar l'excés d'aigua de la ciutat.

### Clima
Georgetown té un clima equatorial (Af segons la classificació climàtica de Köppen) durant tot l'any. Les temperatures són molt uniformes, amb una mitjana anual propera als 27 °C. No realment té una estació seca: les precipitacions mensuals durant els 12 mesos superen els 60 mil·límetres. A causa de la seva ubicació, les temperatures són moderades pels vents alisis del nord-est que bufen des de l'Atlàntic nord i, per tant, rarament veu temperatures superiors als 31 graus centígrads.
| Dades climàtiques a Georgetown (1961–1990) | Dades climàtiques a Georgetown (1961–1990) | Dades climàtiques a Georgetown (1961–1990) | Dades climàtiques a Georgetown (1961–1990) | Dades climàtiques a Georgetown (1961–1990) | Dades climàtiques a Georgetown (1961–1990) | Dades climàtiques a Georgetown (1961–1990) | Dades climàtiques a Georgetown (1961–1990) | Dades climàtiques a Georgetown (1961–1990) | Dades climàtiques a Georgetown (1961–1990) | Dades climàtiques a Georgetown (1961–1990) | Dades climàtiques a Georgetown (1961–1990) | Dades climàtiques a Georgetown (1961–1990) | Dades climàtiques a Georgetown (1961–1990) |
| Mes                                        | gen                                        | febr                                       | març                                       | abr                                        | maig                                       | juny                                       | jul                                        | ag                                         | set                                        | oct                                        | nov                                        | des                                        | anual                                      |
| ------------------------------------------ | ------------------------------------------ | ------------------------------------------ | ------------------------------------------ | ------------------------------------------ | ------------------------------------------ | ------------------------------------------ | ------------------------------------------ | ------------------------------------------ | ------------------------------------------ | ------------------------------------------ | ------------------------------------------ | ------------------------------------------ | ------------------------------------------ |
| Màxima mitjana °C (°F)                     | 28.6 (83.5)                                | 28.9 (84)                                  | 29.2 (84.6)                                | 29.5 (85.1)                                | 29.4 (84.9)                                | 29.2 (84.6)                                | 29.6 (85.3)                                | 30.2 (86.4)                                | 30.8 (87.4)                                | 30.8 (87.4)                                | 30.2 (86.4)                                | 29.1 (84.4)                                | 29.6 (85.3)                                |
| Mitjana diària °C (°F)                     | 26.1 (79)                                  | 26.4 (79.5)                                | 26.7 (80.1)                                | 27.0 (80.6)                                | 26.8 (80.2)                                | 26.5 (79.7)                                | 26.6 (79.9)                                | 27.0 (80.6)                                | 27.5 (81.5)                                | 27.6 (81.7)                                | 27.2 (81)                                  | 26.4 (79.5)                                | 26.8 (80.2)                                |
| Mínima mitjana °C (°F)                     | 23.6 (74.5)                                | 23.9 (75)                                  | 24.2 (75.6)                                | 24.4 (75.9)                                | 24.3 (75.7)                                | 23.8 (74.8)                                | 23.5 (74.3)                                | 23.8 (74.8)                                | 24.2 (75.6)                                | 24.4 (75.9)                                | 24.2 (75.6)                                | 23.8 (74.8)                                | 24.0 (75.2)                                |
| Pluja mitjana mm (polzades)                | 185.2 (7.291)                              | 88.5 (3.484)                               | 111.0 (4.37)                               | 140.5 (5.531)                              | 285.5 (11.24)                              | 327.7 (12.902)                             | 268.0 (10.551)                             | 201.4 (7.929)                              | 97.5 (3.839)                               | 107.2 (4.22)                               | 185.9 (7.319)                              | 261.9 (10.311)                             | 2.260,3 (88,988)                           |
| Mitjana de dies de pluja (≥ 1.0 mm)        | 16                                         | 10                                         | 10                                         | 12                                         | 19                                         | 23                                         | 21                                         | 15                                         | 9                                          | 9                                          | 12                                         | 18                                         | 174                                        |
| Mitjana mensual d'hores de sol             | 201.0                                      | 208.6                                      | 219.7                                      | 197.9                                      | 178.8                                      | 156.7                                      | 201.6                                      | 233.7                                      | 229.8                                      | 235.3                                      | 210.9                                      | 186.6                                      | 2.460,6                                    |
| Font: NOAA                                 |                                            |                                            |                                            |                                            |                                            |                                            |                                            |                                            |                                            |                                            |                                            |                                            |                                            |

## Punts d'interès

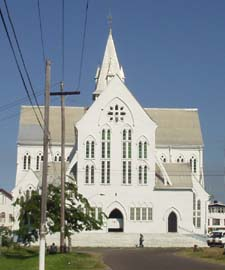
Catedral Anglicana de Sant Jordi

Georgetown es distribueix en una quadrícula nord-sud, est-oest, entrellaçada amb canals protegits per kokers (escluses), construïts pels holandesos i més tard pels britànics, proporcionant drenatge a una ciutat que es troba a 0,91 m per sota del nivell de la marea alta. Un dic llarg ajuda a prevenir les inundacions. La ciutat té nombrosos bulevards i conté molts edificis colonials de fusta i mercats.
La majoria dels edificis principals es troben al voltant de la regió occidental de la ciutat. Al voltant de la zona central-oest hi ha Independence Square i Promenade Gardens, el Museu d'Antropologia Walter Roth, la Biblioteca Nacional (construïda per Andrew Carnegie), el Banc de Guyana, Company Path Garden, el Museu Nacional de Guyana i State House (construïda el 1852) on resideix el president, la catedral anglicana de Sant Jordi i la Casa Roja.
El cenotafi de Georgetown, als carrers Main i Church, es va construir el 1923. És el lloc dels serveis del Dia del Record (Diumenge del Record) al novembre de cada any.
Al sud d'aquesta regió es troba l'Ajuntament neogòtic (1889), així com els tribunals de justícia de Victoria (1887), l'edifici del Parlament (1829–1834), el gran mercat de Stabroek (1792) que conté la destacada torre del rellotge de ferro colat que domina l'horitzó de la ciutat, la catedral catòlica romana de Brickdam, la casa dels enginyers de la ciutat, el tribunal de magistrats, l'església de Sant Andreu (1818) i l'arc de la Independència.
La zona nord de la ciutat prop de la costa atlàntica conté Splashmins Fun Park, Fort William Frederick, un parc i l'Umana Yana, un edifici cònic de palla construït pels amerindis de Wai-Wai utilitzant tècniques tradicionals. Va ser construït per a la Conferència de Ministres d'Afers Exteriors dels països no alineats de 1972. L'Umana Yana es va incendiar el 2010, però es va reconstruir el 2016. El far de Georgetown és una fita famosa.
El Parc Nacional de Guyana és un parc urbà de la ciutat. Més a l'interior, envoltats de barris residencials es troben el Zoo de Guyana, els Jardins Botànics i la Casa Castellani. Els suburbis de la ciutat també acullen el Museu del Patrimoni Africà situat al parc de Bel Air.

### Les arts escèniques

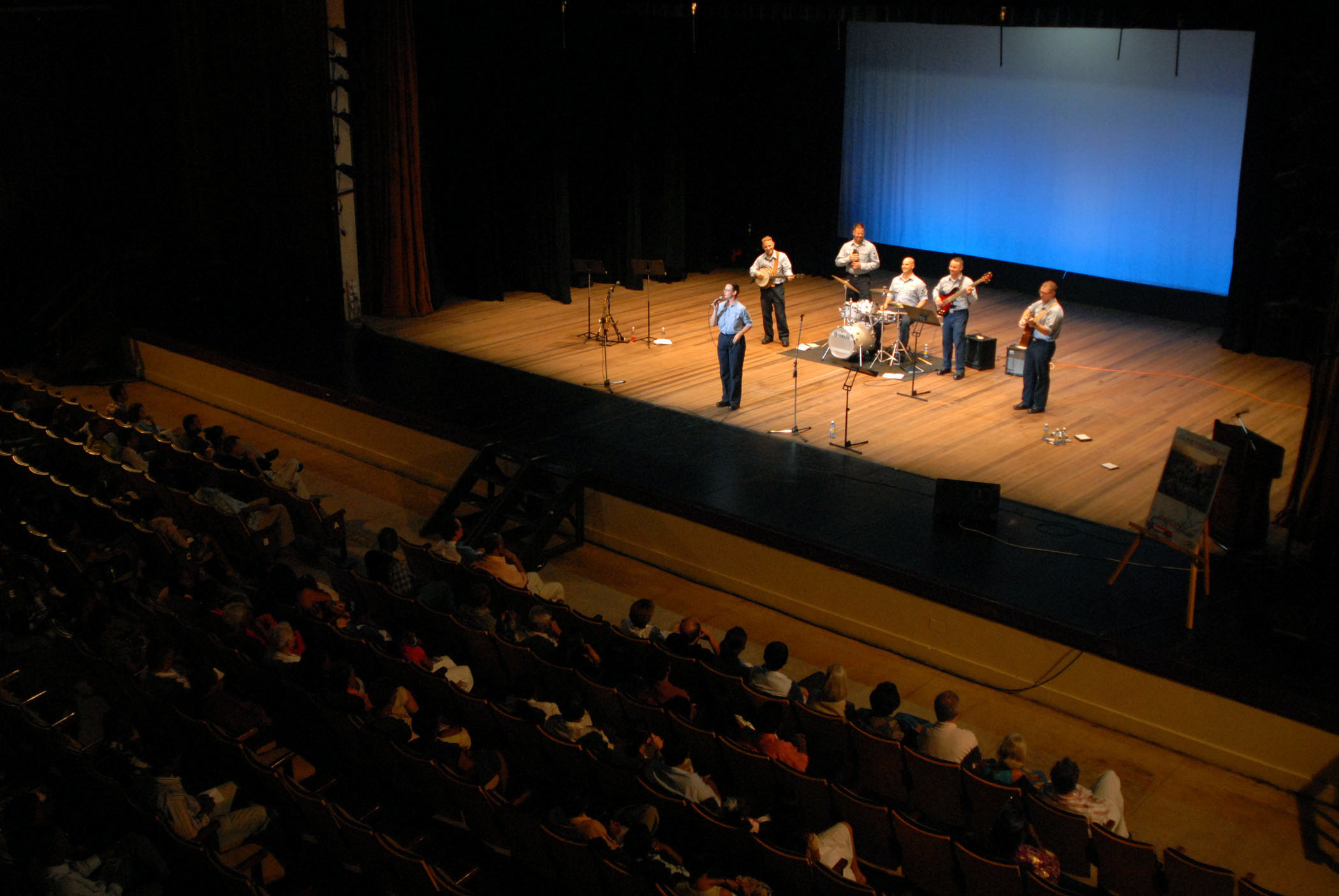
Auditori del Centre Cultural Nacional

L'escena teatral de Georgetown es concentra principalment als escenaris del Centre Cultural Nacional. També es fan obres de teatre al gremi de teatre de Guyana. Aquesta és la instal·lació d'espectacles teatrals més antiga de Guyana. Va ser inaugurada el 1957 i restaurada el 2007.